# Eike Gringmuth-Dallmer

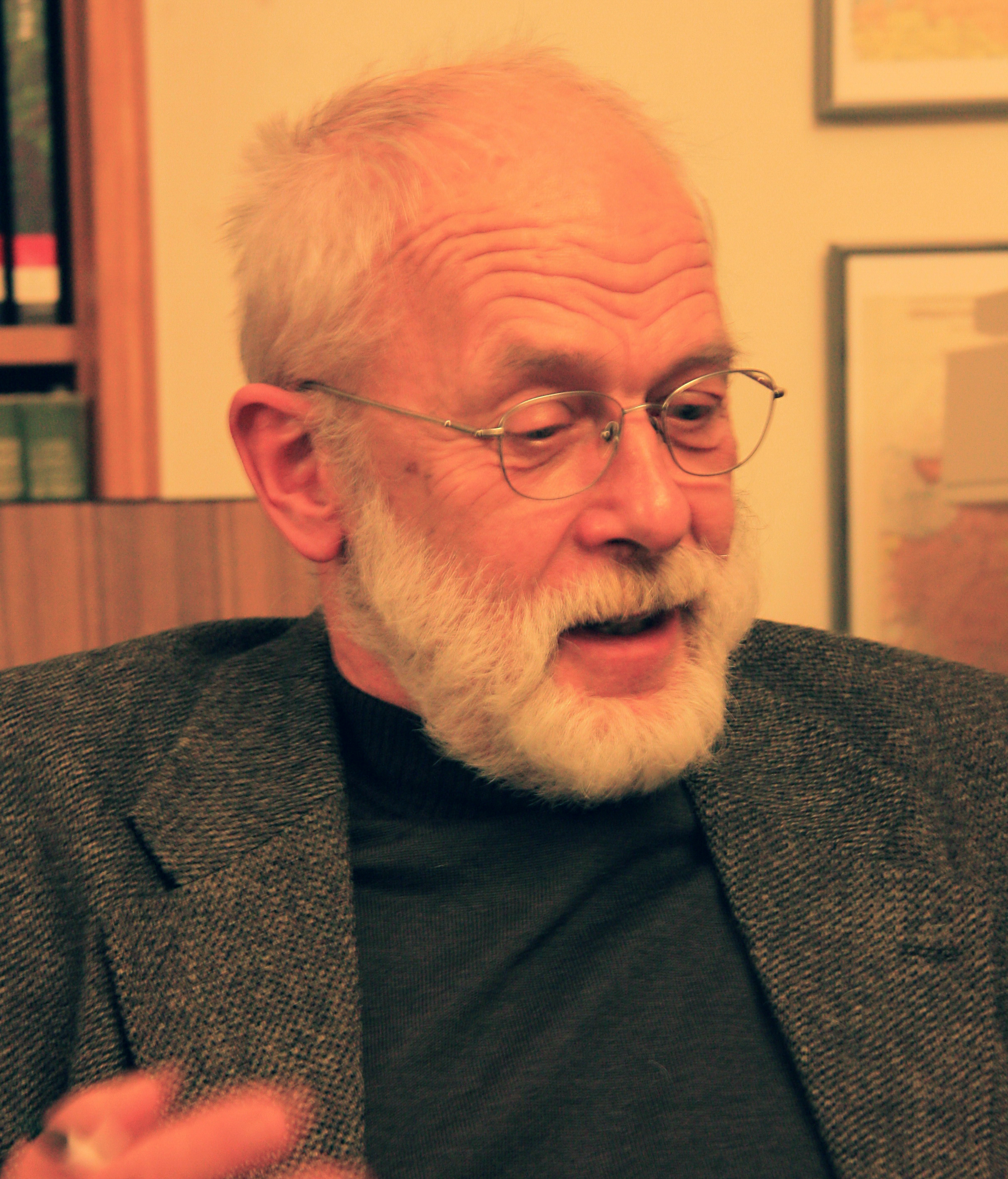
Eike Gringmuth-Dallmer (2011)

Eike Gringmuth-Dallmer (* 12. September 1942 in Magdeburg) ist ein deutscher Mittelalterarchäologe.
Der Sohn von Hanns Gringmuth-Dallmer studierte Ur- und Frühgeschichte sowie Geographie an der Friedrich-Schiller-Universität Jena, das er als Diplom-Prähistoriker abschloss. Von 1968 bis 1991 war Gringmuth-Dallmer wissenschaftlicher Mitarbeiter am Institut für Ur- und Frühgeschichte der Deutschen Akademie der Wissenschaften beziehungsweise nach der Umstrukturierung der Akademie am Zentralinstitut für Alte Geschichte und Archäologie (ZIAGA) der Akademie der Wissenschaften der DDR. 1975 promovierte er an der Akademie mit einer Arbeit zum Thema Die Entwicklung der frühgeschichtlichen Kulturlandschaft auf dem Territorium der DDR unter besonderer Berücksichtigung der Siedlungsgebiete, Gutachter war Joachim Herrmann. Die Habilitation erfolgte 1990 bei Joachim Herrmann, Hans Walther und Waltraut Bleiber über Vergleichende Untersuchungen zum frühmittelalterlichen Landesausbau im westlichen Mitteleuropa.
Nach der Auflösung des ZIAGA wirkte er von 1992 bis 2000 am „Oder-Projekt“ der Römisch-Germanischen Kommission des Deutschen Archäologischen Instituts (DAI). Von dort wurde er seit 2001 als Geschäftsführer der „Kommission zur Erforschung von Sammlungen archäologischer Funde und Unterlagen aus dem nordöstlichen Mitteleuropa“ ans Museum für Vor- und Frühgeschichte in Berlin abgeordnet. Außerdem war Gringmuth-Dallmer seit 1996 als Privatdozent, seit 2002 als außerplanmäßiger Professor an der Humboldt-Universität zu Berlin tätig. Hier hielt er vor allem Vorlesungen und Seminare zur Siedlungsarchäologie des Mittelalters. Jenseits seiner Tätigkeiten an Museum, Universität und DAI beschäftigt er sich mit vergleichenden Untersuchungen zur hochmittelalterlichen Ostsiedlung. Gringmuth-Dallmer ist korrespondierendes Mitglied des DAI.
Gringmuth-Dallmers wichtigste Forschungsgebiete sind die Archäologie des Mittelalters, die Siedlungs- und Umweltarchäologie sowie die Fachgeschichte der Ur- und Frühgeschichte in der DDR.

## Schriften
- Die Entwicklung der frühgeschichtlichen Kulturlandschaft auf dem Territorium der DDR unter besonderer Berücksichtigung der Siedlungsgebiete, Akademie-Verlag, Berlin 1983 (Schriften zur Ur- und Frühgeschichte, 35)
- Forschungen zu Menschen und Umwelt im Odergebiet in ur- und frühgeschichtlicher Zeit (Herausgeber mit Lech Leciejewicz), von Zabern, Mainz 2002 (Römisch-germanische Forschungen, Bd. 60) ISBN 3-8053-2901-6